# Zespół przyrodniczo-krajobrazowy „Dolina Grabi”
Zespół Przyrodniczo-Krajobrazowy „Dolina Grabi” – zespół przyrodniczo-krajobrazowy utworzony w 1998 roku.

## Charakterystyka
Położony w województwie łódzkim na terenie:
- powiat pabianicki
  - gmina Dobroń – 411 ha
- powiat łaski – 3596 ha
  - gmina Łask – 1138 ha
  - miasto Łask – 870 ha
  - gmina Sędziejowice – 1587 ha
  - Widawa – 1 ha

Powierzchnia całkowita wynosi 4007 ha.
Obok koryta rzeki Grabi ochroną objęte są tu znajdujące się w jej dolinie: starorzecza, drobne zbiorniki eutroficzne, wydmy śródlądowe, mokradła, niżowe i górskie świeże łąki, lasy łęgowe, olsowe i bory sosnowe. Rzeka ta odznacza się niezwykłym bogactwem fauny (800 gatunków, w tym wiele gatunków rzadkich i chronionych).

## Inne formy ochrony rzeki Grabi
- Obszar Chronionego Krajobrazu Środkowej Grabi
- Rezerwat przyrody Grabica (okolice ujścia)
- Obszar specjalnej ochrony ptaków sieci Natura 2000, kod PLH100021: „Grabia” o powierzchni 1670,5 ha.
- Park Krajobrazowy Międzyrzecza Warty i Widawki